# Clap Your Hands Tour
Emily Osment Clap Your Hands Tour é a primeira tunê solo da cantora Emily Osment. A turnê é uma turnê de divugação de seu álbum All the Right Wrongs e Fight or Flight

## Setlist

### Norte Americano
1. You Are The Only One
2. The Cycle
3. Found Out About You
4. One Of Those Days
5. What About Me
6. Fight Or Flight
7. Average Girl
8. High And Dry (Radiohead cover)
9. Truth Or Dare
10. I Hate The Homecoming Queen
11. 1-800 Clap Your Hands
12. Let's Be Friends
13. All The Way Up

## Datas
| Estados Unidos       |                            |                            |
| 7 de Março de 2010   | Anaheim, Califórnia        | House of Blues             |
| 20 de Março de 2010  | Minneapolis, Minnesota     | Varsity Theater            |
| 21 de Março de 2010  | Chicago, Illinois          | House of Blues             |
| 27 de Março de 2010  | Philadelphia, Pennsylvania | Theatre of Living Arts     |
| 28 de Março de 2010  | New York, New York         | Fillmore NY @ Irving Plaza |
| 10 de Abril de 2010  | Houston, Texas             | House of Blues             |
| 11 de Abril de 2010  | Dallas, Texas              | House of Blues             |
| 1º de Maio de 2010   | California                 | West Hollywood             |
| 2 de Maio de 2010    | San Diego, California      | House of Blues             |
| 9 de Outubro de 2010 | Topsfield, Massachusetts   | Topsfield Fair             |